# Jean Hültz
Jean Hültz, Johannes Hültz en allemand, est un architecte allemand du Moyen Âge né à Cologne vers 1390, et mort à Strasbourg en 1449.

## Biographie

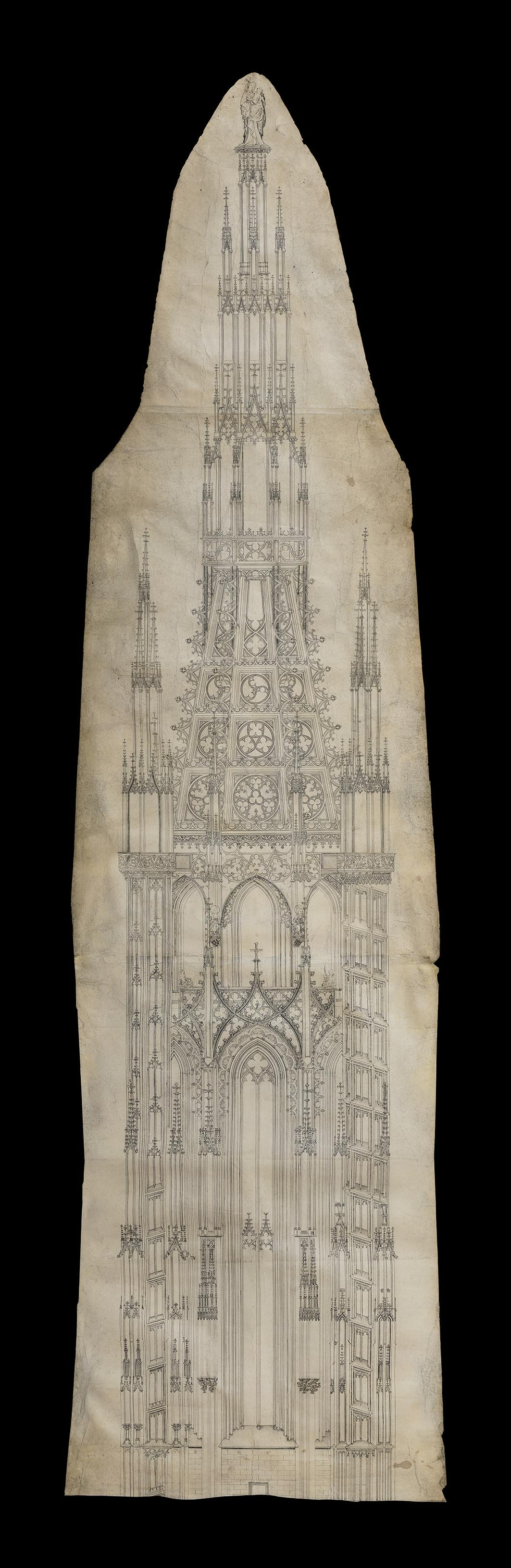
Attribué à Johannes Hültz, Dessin de la haute tour de la cathédrale de Strasbourg, projet de flèche, vers 1419

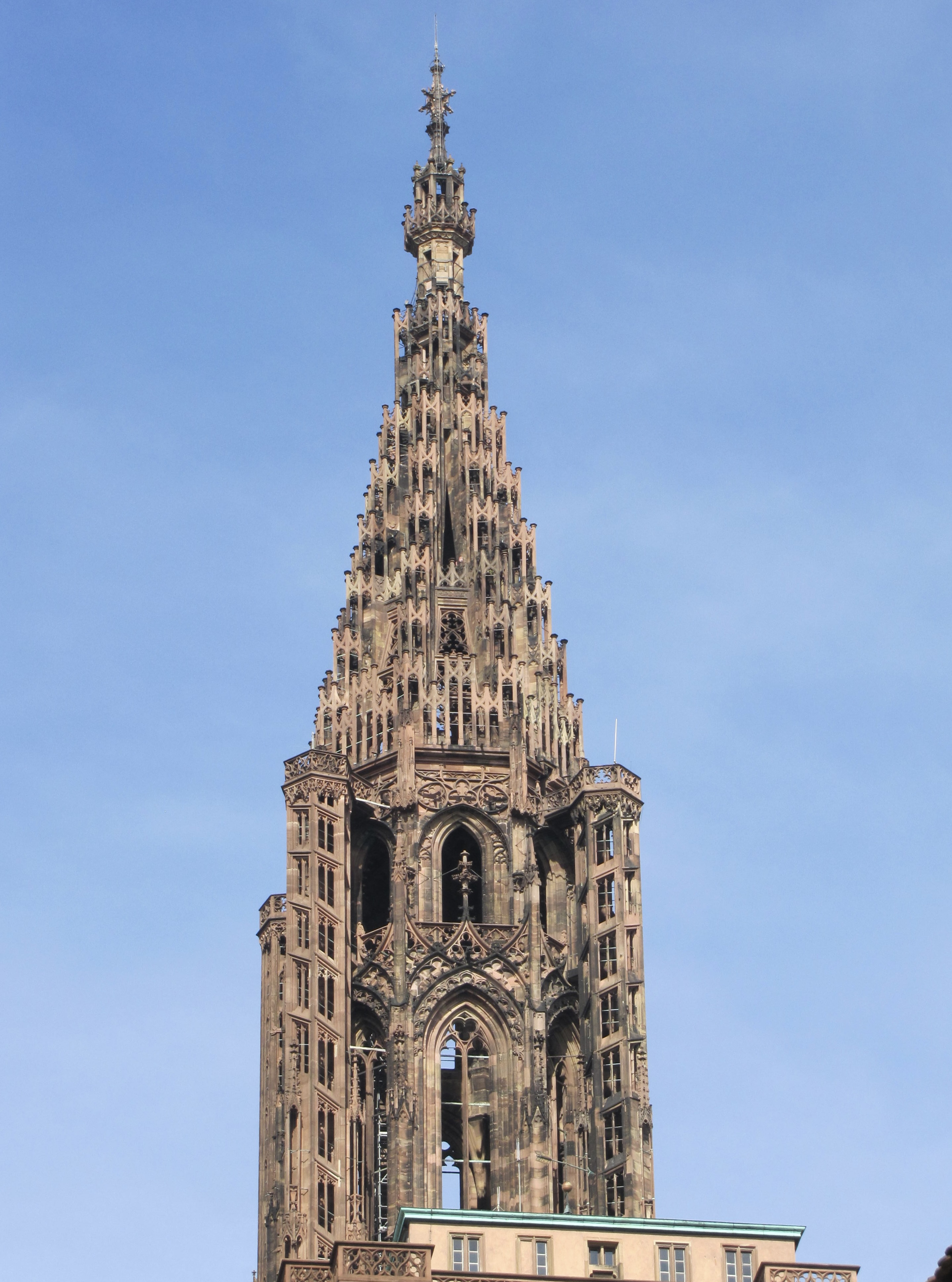
La flèche et la tour nord de la cathédrale de Strasbourg.

Il a peut-être été apprenti dans la famille Parler. Johannes Hültz est venu de Cologne à Strasbourg. Il a été appareilleur d’Ulrich d'Ensingen. Après la mort de ce dernier, en 1419, il est désigné comme maître d'œuvre de la cathédrale Notre-Dame de Strasbourg et a dirigé la loge de construction. Il a modifié la conception initiale de la flèche d'Ulrich d'Ensingen en prolongeant les quatre tours-escaliers jusqu'à la base de la flèche placée au-dessus d'un rehaussement par un petit étage légèrement réduit. La flèche est une pyramide à huit arêtes contre lesquelles sont posés huit escaliers qui convergent vers le lanternon octogonal ceint d'une balustrade. La flèche assez simple munie d'un escalier central prévue par Ulrich d'Ensingen est remplacée par une flèche très complexe, où chacun des huit arêtiers porte une succession de six petits escaliers à vis hexagonaux imbriqués les uns dans les autres. Ils sont suivis, là où les arêtiers se rejoignent, par quatre autres escaliers, et enfin par la corbeille. Cette flèche est subdivisée en plusieurs étages qui font chacun communiquer tous les escaliers. Les derniers étages, notamment celui de la corbeille, ne sont plus desservis par aucun escalier. La flèche était autrefois surmontée d'une image de la Vierge qui a été replacée en 1488 par une croix. Jean Hültz a terminé la construction de cette flèche le 24 juin 1439. Il est resté en fonction jusqu'à sa mort.
Son épitaphe a été placée au-dessus de la porte de la sacristie du côté du cloître sur laquelle on lisait : 1449 starb der ehrsame und kunstreiche Johann Hütz, Werckmeister dieses Baus und Vollbringer des hohen Thurns, hier zu Strasburg ; deme Gott Gnad mittheile und die Huld (En 1449, trépassa l'honorable Jean Hültz, habile dans les arts, maître d'œuvre de cet édifice, qui acheva la haute tour ici. L'art n'a jamais rien produit de plus élevé).
Il a été remplacé comme maître d'œuvre pour peu de temps par Mathieu Ensinger, mais il a dû quitter sa charge rapidement à la suite de démêlés avec le Magistrat pour travailler sur le chantier de la cathédrale d'Ulm, puis par Jost Dotzinger.

## Le dessin de la flèche de la cathédrale
Au printemps 2018 réapparait sur le marché de l'art un dessin sur parchemin de Jean Hültz représentant la tour et le flèche datant de 1419. La Fondation de l'Œuvre Notre-Dame n'en possède qu'un calque. Ce dessin est classé Trésor national en 22 août 2018,.
Le 14 avril 2022, le ministère de la Culture lance un avis d’appel au mécénat d’entreprise pour acquérir le parchemin.
Il est finalement acquis pour la somme de 1 750 000 €. Le Crédit Mutuel Alliance Fédérale a contribué à près de 69 % (1 200 000€) du montant total de l’acquisition, la Société des amis de la Cathédrale de Strasbourg à hauteur de 250 000 €, le Fonds du patrimoine du ministère de la Culture pour 200 000 € et la Ville de Strasbourg pour 100 000 €.
Le dessin sur parchemin de l’architecte Johannes Hültz rejoint les collections des musées de la ville de Strasbourg en octobre 2022 où il est restauré. Il est présenté au public au musée de l’Œuvre Notre-Dame à partir du 21 janvier 2022.

## Hommage
Dans sa ville natale de Cologne, une rue et une place portent le nom de Johannes Hültz.
Une rue Jean Hültz existe à Strasbourg. Une statue de l'architecte, réalisée par André Friedrich en 1846-1847, a été placée à l'entrée de la rue.